# Chef de clinique (Suisse)
Pour les articles homonymes, voir Chef de clinique.
En Suisse, un chef de clinique-adjoint est un médecin porteur d’un diplôme fédéral de médecine (ou d’un titre reconnu équivalent par le Département de la santé et de l’action sociale ou par une convention internationale) et qui a exercé la même discipline pendant deux ans au moins dans un établissement médical reconnu par l'État pour la formation post-graduée ou qui possède une formation jugée équivalente.
Un chef de clinique est un chef de clinique-adjoint qui a obtenu un diplôme de spécialiste selon les conditions de la Fédération des médecins suisses (FMH) et des différentes sociétés de spécialités médicales.
L’Association suisse des médecins-assistant(e)s et chef(fe)s de clinique (ASMAC) est une association professionnelle qui défend les intérêts (professionnels, politiques et économiques) des médecins-assistants et des chefs de clinique.